# Dólar de comercio
Los dólares de comercio (en inglés: trade dollars) son monedas de plata acuñadas por varios países para facilitar el comercio con China y el Lejano Oriente. Todos se aproximaron en peso y pureza al real de a ocho o dólar español, que había establecido el estándar para una moneda común de facto para el comercio en el Lejano Oriente.

## Historia
La existencia de dólares comerciales se produjo debido a la popularidad del dólar español en China y Asia Oriental. Tras el establecimiento de la colonia española en Filipinas, el distrito de Intramuros en Manila se convirtió en una encrucijada de productos chinos en una dirección y plata desde las minas de plata del México español en la otra. Esta ruta comercial llamada "Galeón de Manila" condujo desde el siglo XVI en adelante a la amplia circulación de "piezas de ocho" en el este de Asia.
La alta estima en la que se llevaron a cabo estas monedas llevó a la acuñación del yuan chino de plata, una moneda diseñada para parecerse a la española. Estos "dólares del dragón" chinos no solo circularon en China, sino que junto con las monedas originales de origen hispano-mexicano se convirtieron en la moneda de comercio preferida entre China y sus vecinos. Derrotado en la primera guerra del Opio, China se vio obligada a abrir sus puertos al comercio exterior, y a fines del siglo XIX las naciones occidentales que comerciaban con China encontraron más barato y más conveniente acuñar sus propias monedas de sus propios suministros de plata, que seguir usando monedas de fuentes mexicanas. Estos denominados dólares de comercio pesaban aproximadamente 27.2 gramos y tenían una pureza de .900. 
Entre los países que acuñaron los dólares de comercio están Francia, Japón (1875-1877), Reino Unido (1895-1937) y Estados Unidos (1873-1885).

## Galería
|                          |
| Dólar dragón chino, 1904 |

|                                        |
| Piastra de la Indochina Francesa, 1885 |

|                                 |
| Dólar de comercio japonés, 1875 |

|                                   |
| Dólar de comercio británico, 1900 |

|                                        |
| Dólar de comercio estadounidense, 1873 |